# 郑穆姬
郑穆姬（473年—542年9月17日），荥阳郡开封县（今河南省开封市）人，出自荥阳郑氏北祖第六房，魏孝文帝妃嫔。

## 生平
太和十一年（487年），郑穆姬虚龄十五岁时，冯太后为魏孝文帝纳郑穆姬为淑媛，魏孝文帝因此派郑穆姬二哥郑道昭前往兖州迎接郑穆姬入宫。太和十六年（492年），郑穆姬生下皇子净藏王。太和廿三年（499年），魏孝文帝去世。景明二年（501年），净藏王也去世。郑穆姬思念皇帝和儿子，在皇宫中出家为比丘尼，法名慈惠，为国家祈福。正始末年，郑穆姬到皇宫外居住，魏宣武帝赐给郑穆姬布帛三千匹营造佛寺，又给侍者十人以衣服和食物。郑穆姬的大哥齐州刺史郑懿舍弃自己的住宅建立佛寺，让郑穆姬居住。相国、清河文献王元怿和太傅、文宣公清河崔光都非常崇敬郑穆姬的行为，率领朝廷官员一百多人施舍珍宝，为郑穆姬建立佛寺。东魏兴和四年八月乙未朔廿二日丙辰（542年9月17日），郑穆姬在宣范里去世，虚岁六十九，同年八月廿六日庚申（542年9月21日）葬于西门豹祠西南五里。

## 家庭

### 祖父母
- 郑晔，北魏建威将军、汝阴郡太守[4]
- 长乐潘氏，广平郡太守潘光之女[4]

### 父母
- 郑羲，北魏中书令、秘书监、荥阳侯、使持节、都督兖州诸军事、安东将军、兖州刺史、南阳文公[4]
- 赵郡李氏，北魏南部尚书、平西将军、泰州刺史、宣城公李孝伯之女[4]

### 兄弟姐妹
- 郑懿，北魏尚书吏部郎中、太子中庶子、给事黄门侍郎、太常卿、使持节、都督齐兖二州诸军事、平东将军、齐兖二州刺史、荥阳伯，谥号穆[4]
- 郑道昭，北魏秘书郎中、通直散骑常侍、司徒咨议、国子祭酒、秘书监、司州大中正、使持节、都督青光相三州诸军事、平东将军、青光相三州刺史、文恭公[4]
- 郑氏，嫁北魏显武将军、司徒司马、始丰子赵郡李元茂[4]
- 郑氏，嫁北魏散骑常侍、太子詹事、七兵殿中吏部三尚书、中军大将军、兖秦相并冀定雍七州刺史、司空公、姑臧伯陇西李韶[4]
- 郑氏，嫁北魏太子中庶子、侍中、吏部尚书、徐雍冀三州刺史范阳卢昶[4]
- 郑氏，嫁北魏给事黄门侍郎、侍中、殿中尚书、秦州刺史、平陆侯清河张彝[4]
- 郑氏，嫁北魏国子博士、廷尉卿博陵崔逸[4]